# Säbyholm
Säbyholm er et gods i Säby sogn, i det tidligere Rönnebergs herred, Landskrona kommun, Skåne
Säbyholm ligger i en park ved Hälsingborgvägen 3 km nord for Landskrona.

## Historie
Godset har tidligere været kongelig ladegård under Landskrona slot. Det blev solgt i 1791 af staten til den oberst Corfitz Cook og har siden blandt andet været ejet af friherre Adolf Coyet. Generalen Bror Cederström var ejer fra 1818. Han byggede den nuværende hovedbygning. Kammerherre Carl Axel Trolle och Rudolf Hodder Stiernswärd blev ägare 1849. Godset blev i 1853 købt af Skånska sockerfabriks AB til dyrkning af sukkerroer. Da sukkerfabrikken i Landskrona i 1875 blev ødelagt af brand, blev fabrikken i 1883 genopbygget på Säbyholm.
I 2004 efter at have været en del af ”Weibulls frøafgrøder” blev Säbyholm med nærliggende arealer købt af Landskrona kommun, mens Barsebäcks gods købte de fleste af produktionsjordene. Kommunen solgte efterfølgende hovedbygningen til Säbyholms montessoriförening.

## Galleri
- Säbyholm 1865